# August Van Cauwelaert

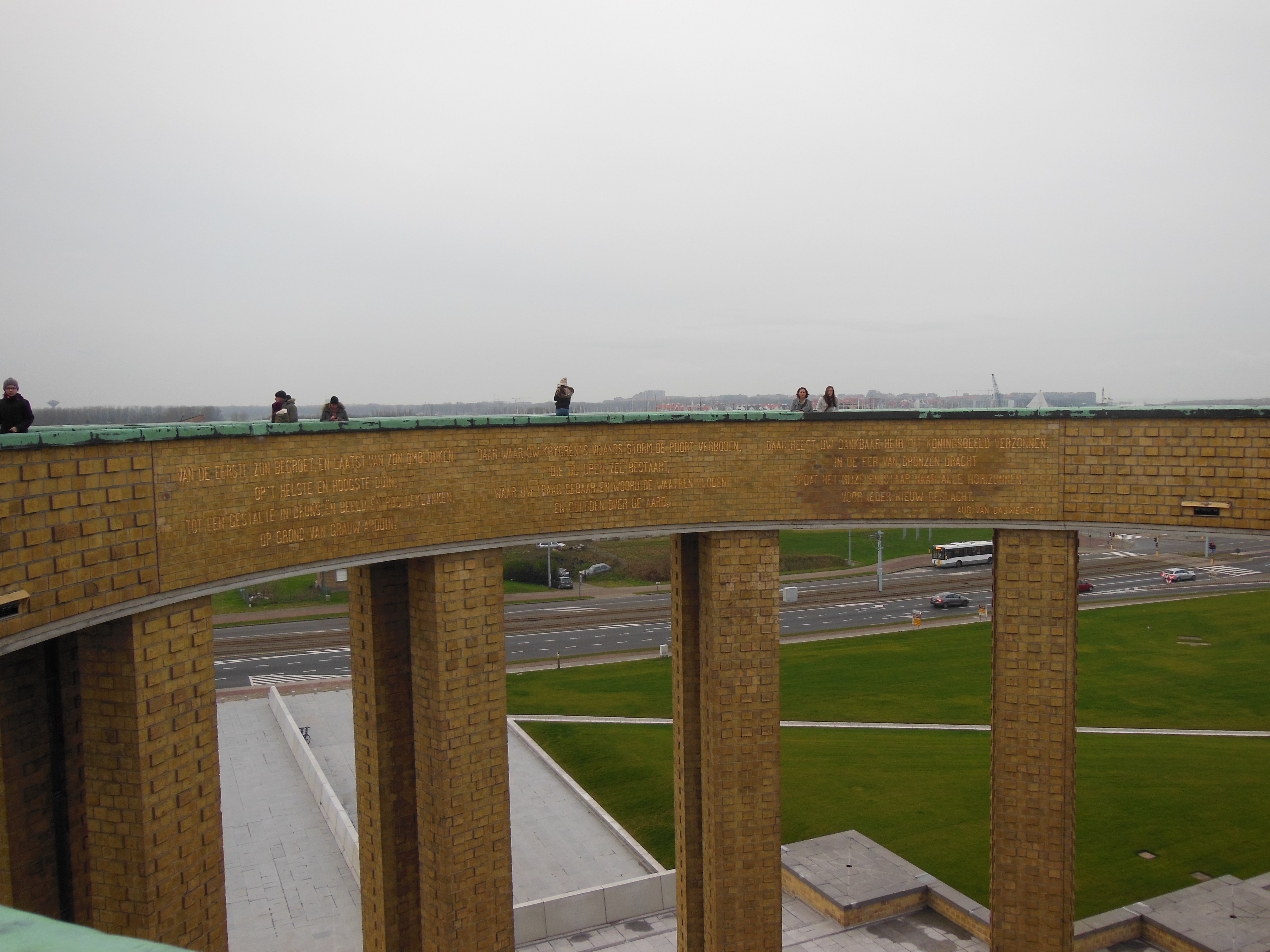
Een gedicht van August Van Cauwelaert op de binnenkant van de wandelgang van het Koning Albert I-monument in Nieuwpoort

August Van Cauwelaert (Onze-Lieve-Vrouw-Lombeek, 31 december 1885 — Antwerpen, 4 juli 1945) was een Vlaams dichter, advocaat en rechter.

## Levensloop

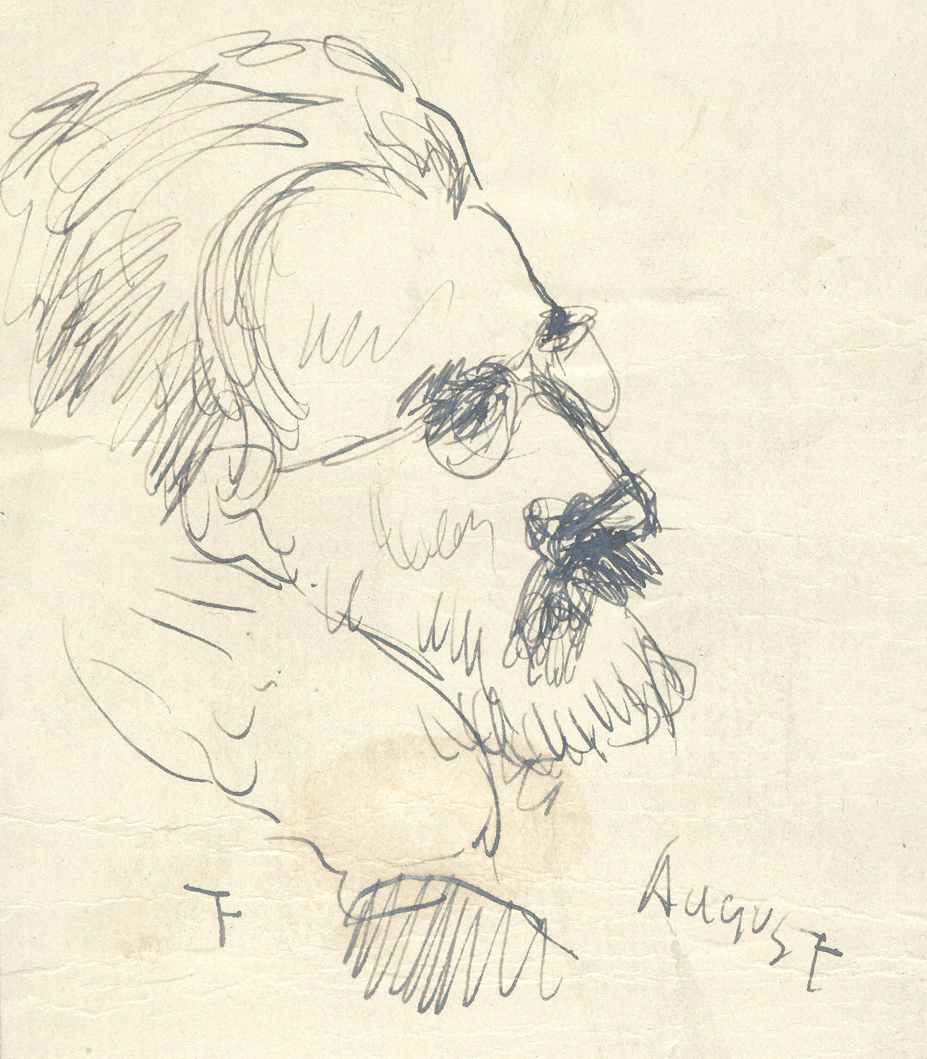
Portret van August van Cauwelaert, Felix Timmermans, 1937, tekening, Letterenhuis (Antwerpen) - tg lhtk 8019

Hij liep zijn middelbare school aan het Klein Seminarie in Hoogstraten. In 1911 behaalde hij zijn doctoraat in rechten, aan de Universiteit van Leuven. In 1914, toen de Eerste Wereldoorlog uitbrak gaf hij zich op als vrijwilliger voor het Belgisch leger. Hij werd officier maar in 1916 raakte hij zwaargewond, in de loopgraven van Passendale. Na de oorlog werd hij vrederechter in Kontich, later politierechter in Antwerpen.
Zijn dichtwerk werd vooral beïnvloed door Guido Gezelle en Karel van de Woestijne. Liederen van droom en daad uit 1918 is een poëtische weergave van de oorlogsjaren. Latere dichtbundels als Het licht achter de heuvel uit 1929 zijn sterk religieus geïnspireerd. Vanaf 1932 was Van Cauwelaert hoofdredacteur van het blad Dietsche Warande en Belfort.
August Van Cauwelaert behoorde tot de uitgebreide familie Van Cauwelaert, met wortels in Denderwindeke. Hij was de jongere broer van Frans, de bekende politicus en staatsman. August was getrouwd met Marie de Vriendt (dochter van kunstschilder en vader der Gelijkheidswet Juliaan De Vriendt) en had twee dochters. Een van zijn beste vrienden was Ernest Claes.

## Publicaties
- Verzen I (dichtbundel, 1909)
- Verzen II (dichtbundel, 1913)
- Liederen van droom en daad (dichtbundel, 1918)
- Liederen voor Maria (dichtbundel, 1924)
- De Vlaamse jongeren van gisteren en heden (studie, 1927)
- Het licht achter den heuvel (roman, 1929)
- Gesprekken met de bruidegom (essay, 1929)
- Daar hapert iets (essay, 1931)
- Harry (roman, 1935)
- Vertellen in toga (novellen, 1935) (later uitgegeven als "En de rechter vertelt")
- Religieuze poëzie en religieus fabrikaat (essay, 1937)
- Liederen van deemoed (dichtbundel, 1938)
- Verzen van het leven en de overvaart (dichtbundel, 1940)
- Karel Van de Woestijne (essay, 1941)
- Meneer de Procureur is gek geworden (verhaal in "Bloei", 1942)
- Fantasie zei Meneerke (roman, 1943)
- Vertellen in toga II (novellen, 1944) (later uitgegeven als "En de rechter vertelt opnieuw")
- Het individualisme van "Van nu en straks" (studie, 1944)
- De romancier en zijn jeugd (essay, 1944)
- Vertellingen van de rechter (novellen, 1959) (samenvoeging van "Vertellen in toga I en II")
- De zielen rijpen van verdriet (bloemlezing verzameld en ingeleid door G.W. Huygens, 1967)
- Buken (In : "Bij de krabbekoker" van Felix Timmermans)
- Robbetje (In : "Bij de krabbekoker" van Felix Timmermans)
- Gedenkschriften 1895-1918 (1971)